# Massimo Franciosa
Massimo Franciosa (23 de julho de 1924 – 30 de março de 1998) foi um roteirista e diretor italiano. Ele escreveu os roteiros para 72 filmes entre 1955 e 1991. Também dirigiu nove filmes entre 1963 e 1971. Ele foi nomeado para um Oscar de melhor roteiro para Quattro giornate di Napoli, em 1964.
Faleceu em Roma, Itália, em 1998.

## Filmografia selecionada
- Wild Love (1955)
- Poveri ma belli (1957)
- Ladro lui, ladra lei (1958)
- Everyone's in Love (1959)
- Ferdinando I, re di Napoli (1959)
- The Magistrate (1959)
- The Assassin (1961)
- La bellezza di Ippolita (1962)
- Le 4 Giornate di Napoli (1962)
- The Leopard (1963)
- White Voices (1964)
- Three Nights of Love (1964)
- El Greco (1966)
- The Balloon Vendor (1974)
- The Voyage (1974)
- I'm Photogenic (1980)